# 胥栩
胥栩（1998年1月13日—），四川射洪人，中国已退役职业足球运动员，是西班牙人足球俱乐部历史上第一位中国球员。

## 生涯
胥栩7岁起在鲁能足校学习。15岁加入科内利亚青训梯队。2015年，入选中国U19。2016年，签约西班牙人足球俱乐部，成为该俱乐部历史上第一位中国球员。同年10月，加盟圣特安德雷体育联盟U19梯队。2017年2月，与格拉纳达足球俱乐部签约，同年被租借至重庆当代力帆。2018年，加盟陕西长安竞技。2022年，宣布退役。